# Asimetrični zrakoplov
Asimetrični zrakoplov je zrakoplov, ki ni simetričen okoli vzdolžne osi.

## Prva svetovna vojna
Med prvo svetovno vojno je Hans Burkhard načrtoval številne asimetrične zrakoplove. Gotha G.VI je prvič poletel leta 1918, vendar ni vstopil v serijsko proizvodnjo

## Druga svetovna vojna
V tem obdobju je Richard Vogt eksperimentiral s številnimi asimetričnimi zrakoplovi:
- Blohm & Voss BV 141, 1938
- Blohm & Voss BV 237
- Blohm & Voss P.178
- Blohm & Voss P.194
- Blohm & Voss P.202, 1942
- Messerschmitt P.1109

## Moderna letala
NASA AD-1 je letel v letih 1979−1982.
Rutan Boomerang je asimetrično  dvomotorno športno letalo, ki je dobilo FAA certifikacijo.